# Ло, Джек
Джек Дэйвид Ло (англ. Jack David Laugher; род. 30 января 1995, Харрогит, Норт-Йоркшир) — британский прыгун в воду. Специализируется в индивидуальных и синхронных прыжках с метрового и трёхметрового трамплина. Олимпийский чемпион 2016 года, многократный чемпион Европы, многократный призёр чемпионатов мира, семикратный чемпион игр Содружества. Член ордена Британской империи (MBE).
Фамилия спортсмена произносится как «Ло» с долгой гласной «о». В некоторых случаях для удобства русскоязычной аудитории заменяется на «Лоу». Варианты «Лагер» и «Лафер», получившие распространение в ряде российских СМИ в 2015 году, являются ошибочными.

## Спортивная карьера
В 2010 году Джек выиграл «золото» на метровом и трёхметровом трамплине на чемпионате Европы среди юниоров, затем показал лучшие результаты на юниорском первенстве мира.. Вскоре Джек Ло участвовал на играх Содружества, но остался без медалей.
В 2012 году Джек участвовал на Олимпийских играх, но занял в квалификации лишь 27-е место и не пробился в финал. В том же году выиграл две золотых медали на юниорском чемпионате мира в соревнованиях на 3-метровом трамплине и синхронных прыжках и стал четырёхкратным чемпионом мира среди юниоров.
В 2013 году Ло участвовал на чемпионате мира, но занял 16-е место в соревнованиях на 3-метровом трамплине и не попал в финал.
В 2014 Джек выиграл 2 золотых и серебряную медали на играх Содружества.
В 2015 году выиграл мировую серию ФИНА в прыжках с 3-метрового трамплина в Казани, на чемпионате мира занял третье место в синхронных прыжках с Крисом Мирсом, затем завоевал «бронзу» в индивидуальном первенстве.
В 2016 году Ло дважды вместе с Мирсом поднимался на пьедестал этапов Мировой серии FINA, заняв призовые места в синхроне — в Дубае (бронза) и в Казани (серебро). На домашнем чемпионате Европы Джек стал вторым в индивидуальных прыжках с трехметрового трамплина и вместе с Крисом выиграл состязания в синхронных прыжках на том же снаряде.
На чемпионате мира 2019 года в корейском Кванджу в паре с Дэниелем Гудфеллоу завоевал серебряную медаль в синхронных прыжках с 3-метрового трамплина. В индивидуальных соревнованиях на 3-х метровом трамплине перед заключительным раундом соревнований британец лидировал с отрывом в 30 баллов от ближайшего преследователя, однако стал только бронзовым призёром, неудачно совершив шестой прыжок.
В мае 2021 года, на чемпионате Европы по водным видам спорта, который состоялся в Венгрии, Джек на метровом трамплине с результатом 402.90 завоевал серебряную медаль.
В 2025 году на чемпионате мира в Сингапуре в синхронных прыжках с трёхметрового трамплина стал обладателем бронзовой медали. 